# Cuevas del Becerro
Cuevas del Becerro – gmina w Hiszpanii, w prowincji Malaga, w Andaluzji, o powierzchni 16 km². W 2011 roku gmina liczyła 1747 mieszkańców.